# 鍋山城
鍋山城（なべやまじょう）は、岐阜県高山市漆垣内町東ケ洞・神田・松之木町鍋山にあった日本の城（山城）。鍋山氏が築城したが、後に姉小路家・三木氏・金森氏の城となる。岐阜県指定史跡。

## 概要・歴史
天文年間（1532年 - 1555年）に平野豊後守安室（鍋山安室）によって築かれたといわれる。安室が鍋山に築城し、鍋山氏を名乗った。
鍋山安室は三木姉小路氏の臣下となり、養子に三木顕綱を迎えた。だが顕綱は安室を毒殺し、養母小峯の方と左近大夫を追放し、鍋山城を乗っ取った。
顕綱は、八日町の戦いの3か月後に謀反の嫌疑（羽柴秀吉への内通）により、兄である姉小路頼綱（三木自綱）により鍋山城内で妻と共に暗殺された。
その後、鍋山城は頼綱の次男・姉小路秀綱が城主となり、家督を譲られた後、本城の松倉城へ移動し、三男の李綱が鍋山氏を継ぎ鍋山城主となった。
しかし1585年（天正13年）の飛騨征伐により三木氏は滅ぼされ、鍋山城には金森氏が入った。
金森氏は当初、鍋山城で政務を執り城下の整備などを行ったが、土地が狭く経営に向かないとして鍋山城を放棄し、高山城へ移った。

## 城郭
石垣、櫓台、虎口、土塁、郭、堀が残る。大鍋山に本丸、小鍋山に二の丸、下鍋山に出丸が築かれている。現在城跡の管理は鍋山城跡史跡保存会が行っている。

## 逸話
鍋山城麓に七夕岩（雄岩・雌岩）があり、おはぐろ蛇の伝説が語り継がれている。